# Idioma manipurí
El idioma manipurí (otros nombres: meitei-lon, meitei-lol, manipuri, meitei) es la lengua predominante y lingua franca del estado de Manipur, ubicado al nordeste de la India. También se habla en los estados de Assam y Tripura, y en Bangladés y Birmania. Es una lengua tonal de la rama tibeto-birmana de las lenguas sino-tibetanas.